# Eastern Columbia Building
L'Eastern Columbia Building è un palazzo residenziale di 13 piani in stile art déco di Downtown Los Angeles.

## Storia
Fu costruito in nove mesi nel 1930 per essere la sede della Eastern Outfitting Company e della Columbia Outfitting Company.
Nel giugno 2005, in occasione del 75º anniversario della struttura, la torre dell'orologio fu riattivata, e l'anno successivo il KOR Group e lo studio Killefer Flammang Architects portarono a termine un rinnovamento dell'edificio (costato 80 milioni di dollari), riconvertito in 147 appartamenti residenziali.
È considerato uno dei maggiori esempi di Art déco della città ed è uno degli edifici più fotografati di Los Angeles.
L'edificio è uno dei Los Angeles Historic-Cultural Monuments dal 12 giugno 1985.

## Nella cultura di massa
- Un episodio della serie televisiva Moonlighting è ambientato sulla cima dell'edificio;
- La serie televisiva iCarly ha utilizzato delle immagini alterate digitalmente dell'edificio per l'ambientazione principale (Bushwell Plaza);[6]
- L'edificio è apparso inoltre nei film 12:01 PM e Predator 2 e nell'episodio 16 della terza stagione della serie televisiva Lucifer.